# Trattato di Aquisgrana (2019)
Il trattato di Aquisgrana o trattato di cooperazione franco-tedesca di Aquisgrana, firmato il 22 gennaio 2019 tra la Francia del presidente Emmanuel Macron e la Germania della cancelliera Angela Merkel, è un trattato di cooperazione tra i due stati mirato a completare, rilanciandolo, il trattato dell'Eliseo firmato dai loro predecessori rispettivamente Charles de Gaulle e Konrad Adenauer lo stesso giorno del 1963.
Per questo è stato scelto come luogo per le firme il municipio di Aquisgrana, simbolo storico dell'Impero Carolingio, e quindi della storia comune ad entrambi i paesi, essendo stato costruito sulle rovine della residenza imperiale prediletta da Carlo Magno.
Inoltre, il trattato avrebbe anche una chiara valenza politica, funzionale al rinnovo degli impegni europeisti in un'epoca che vede il risorgere di nazionalismi.

## Contenuto
Il trattato aggiunge nuovi accordi agli accordi bilaterali già in atto, delineando una clausola di reciproca difesa militare in caso di aggressione, similmente a quella delineata all'interno della NATO, con l'aggiunta di ulteriori convenzioni sia ancora in ambito militare con la condivisione di importanti progetti di sviluppo militare sia di sicurezza interna con coordinamento degli organi della giustizia e dei servizi di polizia ed intelligence per la lotta al terrorismo ed alla criminalità organizzata. Il tutto sarà gestito da un "consiglio di difesa e di sicurezza franco-tedesco".
All'ambito militare si affiancano poi clausole di collaborazione e coordinamento in politica estera ed economica, per la quale ultima si propone la visione di uno spazio economico franco-tedesco con regole comuni molto preciso per rafforzare l'integrazione delle due economie, lavoro che sarà gestito da un apposito "consiglio di esperti economici" formato da dieci tecnici indipendenti.
Oltre a questi punti si aggiunge la promessa di cooperazione per le regioni trasfrontaliere per facilitare la mobilità sia digitalmente che tramite nuove infrastrutture come strade o ferrovie che avvicinino ancora di più i due popoli a tutti i livelli, fine perseguito anche dalla promessa del futuro intensificarsi di iniziative sociali e partenariati tra le città a livello sociale e culturale. Il tutto sarà gestito da un'"assemblea parlamentare in comune" composta da un centinaio di membri tra deputati francesi e tedeschi.

## Critiche
In Francia non sono mancate speculazioni e congetture che hanno investito il governo da parte dell'opposizione; il leader del Fronte Nazionale Marine Le Pen ha accusato il trattato di provocare una spinta per la condivisione del seggio permanente al Consiglio di Sicurezza delle Nazioni Unite della Francia con la Germania (che non lo detiene), il portavoce di Debout la France Damien Lempereure ne ha invece parlato come di un'"umiliazione diplomatica francese" asserendo la debolezza della Francia mentre il presidente dell'Unione Popolare Repubblicana François Asselineau ha assunto come il trattato provi la "disunità e l'incoerenza dell'Europa".
Su quest'ultima stessa onda in Italia una dura critica è arrivata dalla leader di Fratelli d'Italia Giorgia Meloni, che ne ha parlato in funzione euroscettica come della creazione di un "super stato all'interno dell'Unione Europea" schierata contro gli altri paesi comunitari accomunando il trattato ad una "dichiarazione di guerra".